# Мурей Яків Ісаакович
Яків Ісаакович Мурей (рос. Яков Исаакович Мурей; нар. 2 серпня 1941, Москва) – ізраїльський шахіст російського походження, в 1987-1994 роках представник Франції, гросмейстер від 1987 року.

## Шахова кар'єра
До того, як 1976 року емігрував до Ізраїлю, брав участь лише у турнірах, що проводились у СРСР, найбільших успіхів досягнувши в роках 1966 (Москва, поділив 1-ше місце разом з Олександром Нікітіним) і 1967 (Харків, фінал чемпіонату СРСР, у якому посів 50-те місце з-поміж 126 учасників). Попри відсутність вражаючих досягнень мав репутацію одного з найкращих теоретиків, а його статті та аналізи публікували найпрестижніші радянські шахові періодичні видання.
Після виїзду до Ізраїля невдовзі приєднався до команди Віктора Корчного і був його секундантом під час матчу за звання чемпіона світу проти Анатолія Карпова в Баґйо (1978), у якому Корчной програв з мінімальним рахунком. Невдовзі увійшов до широкої когорти провідних ізраїльських шахістів, тричі (1980, 1982, 1984) виступивши в складі збірної цієї країни на шахових олімпіадах, де набрав 17½ очок у 31 партії. 1982 року досягнув одного з найбільших успіхів у кар'єрі, посівши 2-ге місце (позаду Ларса Карлссона на зональному турнірі в Раннерсі і завоювавши путівку до наступного етапу боротьби за звання чемпіона світу, міжзонального турніру. 1982 року відбувся три міжзональні турніри, зокрема один у Москві. Мурей, бувши емігрантом, не мав шансів отримати від радянської влади туристичної візи, тому, щоб зустрітися зі своєю родиною, звернувся до ФІДЕ з проханням дати можливість взяти участь саме в цьому турнірі. Міжнародна шахова федерація виконала це прохання (попри протести радянської федерації) і ізраїльський спортсмен став першим в історії шахістом-мігрантом, який знову виступив у Радянському Союзі. У підсумку на міжзональному турнірі Мурей посів 6-те місце.
У наступних роках досягнув низки значних результатів на міжнародних турнірах, зокрема, в таких містах, як: Брайтон (1982, поділив 1-місце разом з Гудмундуром Сігурйонссоном і Дмитром Гуревичем), Гастінгс (1982/83, поділив 3-тє місце позаду Рафаеля Ваганяна і Влатко Ковачевича, разом з Любомиром Фтачником), Нетанья (1983, поділив 3-тє місце позаду Мігеля Кінтероса і Шимона Кагана, разом з Левом Гутманом), Амстердам (1986, турнір OHRA-B, поділив 2-ге місце позаду Алонсо Сапати, разом з Яном Смейкалом і Юхимом Геллером), Севілья (1987, посів 1-ше місце), Марсель (1987, посів 2-ге місце позаду Рафаеля Ваганяна), Париж (1988, посів 2-ге місце позаду Лева Гутмана), Руаян (1988, поділив 2-ге місце позаду Віктора Корчного, разом із Жужею Полгар), Подольськ (1991, посів 1-ше місце), Вінніпег (1997, поділив 3-тє місце позаду Джуліана Годжсона і Кевіна Спраггетта, разом з Левом Псахісом, Ханнесом Стефанссоном, Йоханом Хьяртарсоном, Олександром Шабаловим і Рейнальдо Верою), Сен-Кантен (1998, посів 1-ше місце), Монтобан (2000, поділив 1-місце разом з Сірілем Марселеном і Жаном-Люком Шабаноном), Дірен (2000, поділив 2-ге місце позаду Семена Двойріса), Еврі (2002, посів 1-ше місце), поділив 2-ге місце в Зеєфельді (2002, позаду Ілії Білінова), Дьєпп (2003, поділив 1-ше місце разом з Андрієм Щекачовим) і в Парижі (2007, поділив 2-ге місце позаду Крума Георгієва, разом з Намігом Гулієвим).
Багаторазовий призер змагань на першість Європи серед ветеранів (гравців старших 60 років): у 2001 році переміг на турнірі, який відбувся в Сен-Венсані, у своїй колекції має також срібну (2003) та три бронзових (2002, 2005, 2007) медалі.
Найвищий рейтинг Ело в кар'єрі мав станом на 1 січня 1989 року, досягнувши 2560 пунктів ділив тоді 51-54-те місце в світовому рейтинг-листі ФІДЕ, одночасно займаючи 1-ше місце серед ізраїльських шахістів.

## Зміни рейтингу
| На цьому місці має відображатися графік чи діаграма, однак з технічних причин його відображення наразі вимкнено. Будь ласка, не видаляйте код, який викликає це повідомлення. Розробники вже працюють для того, щоби відновити штатне функціонування цього графіка або діаграми. | |
| | На цьому місці має відображатися графік чи діаграма, однак з технічних причин його відображення наразі вимкнено. Будь ласка, не видаляйте код, який викликає це повідомлення. Розробники вже працюють для того, щоби відновити штатне функціонування цього графіка або діаграми. |